# Городской сад «Боги Рудаки»

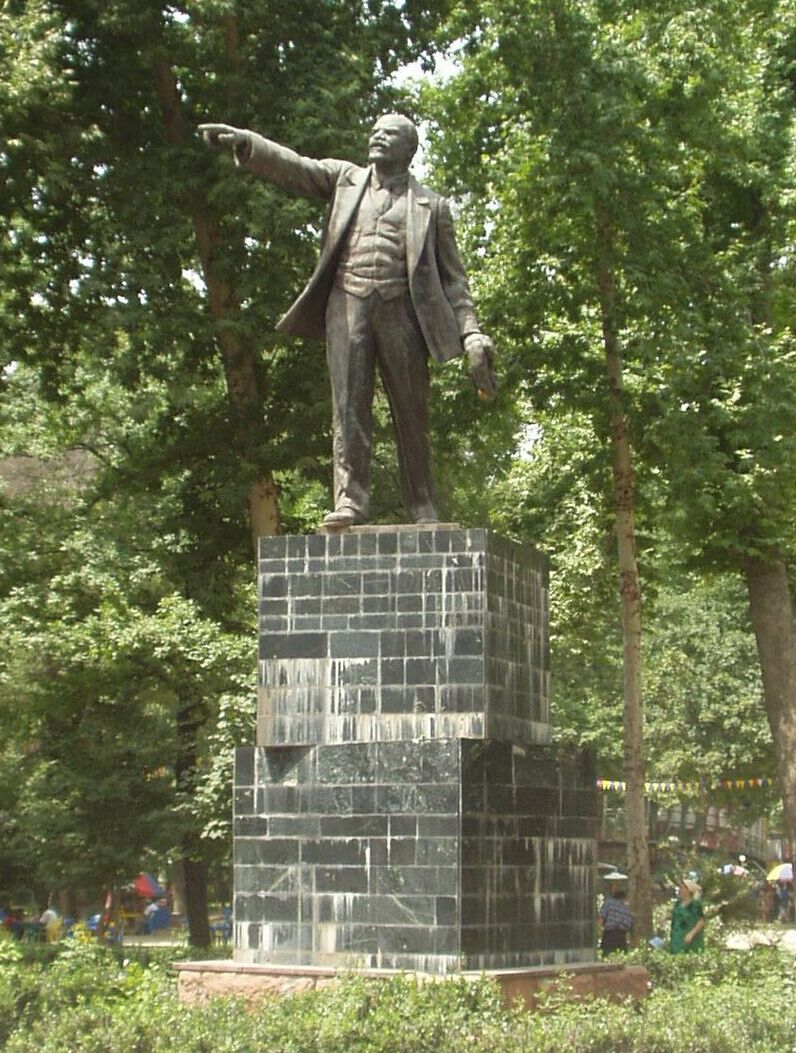
Копия скульптуры В. И. Ленина в бывшем парке им. Ленина, г. Душанбе

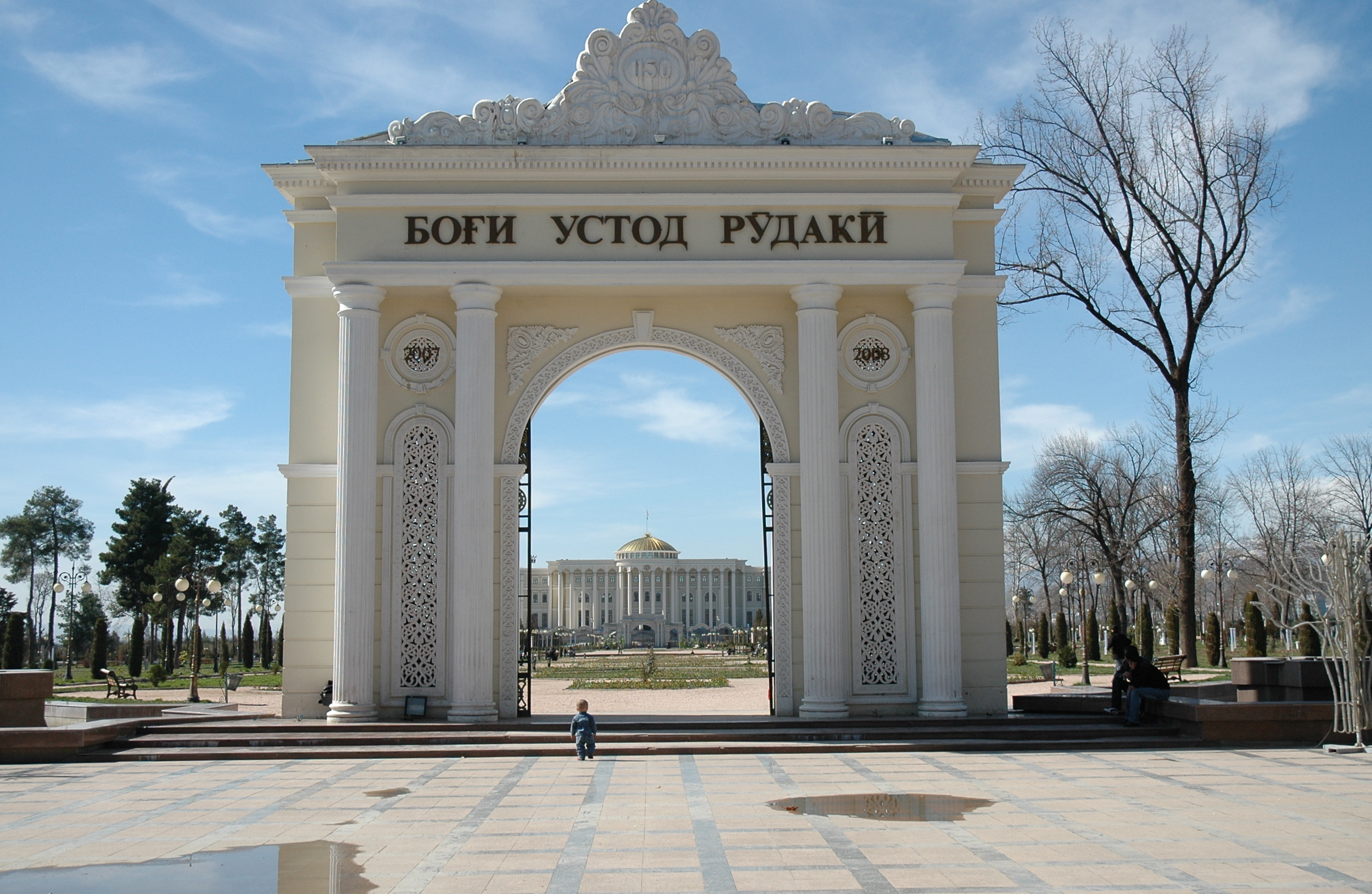
Арка. Городской сад «Боги Рудаки» (Парк Рудаки), г. Душанбе

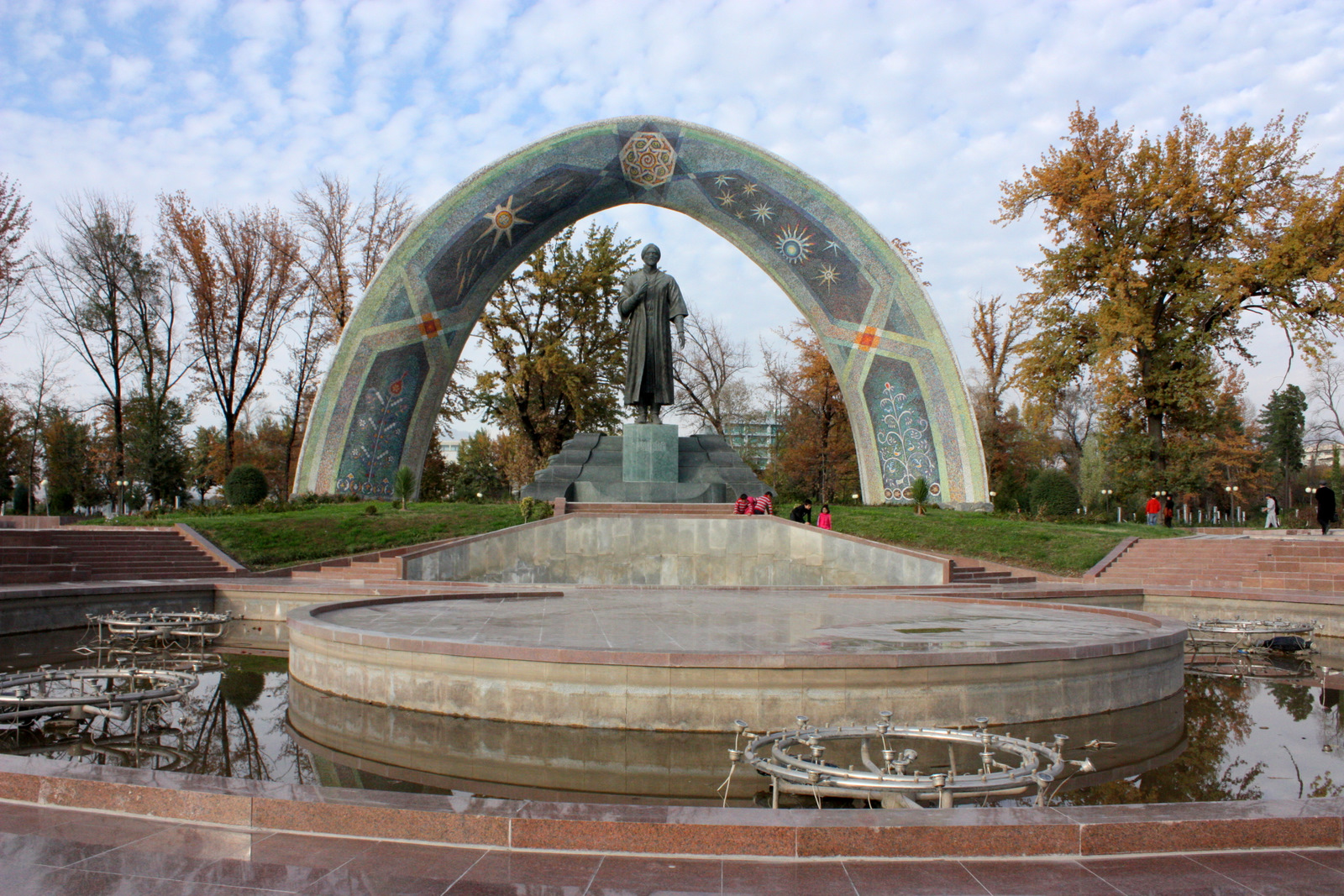
Городской сад «Боги Рудаки» (Парк Рудаки), г. Душанбе

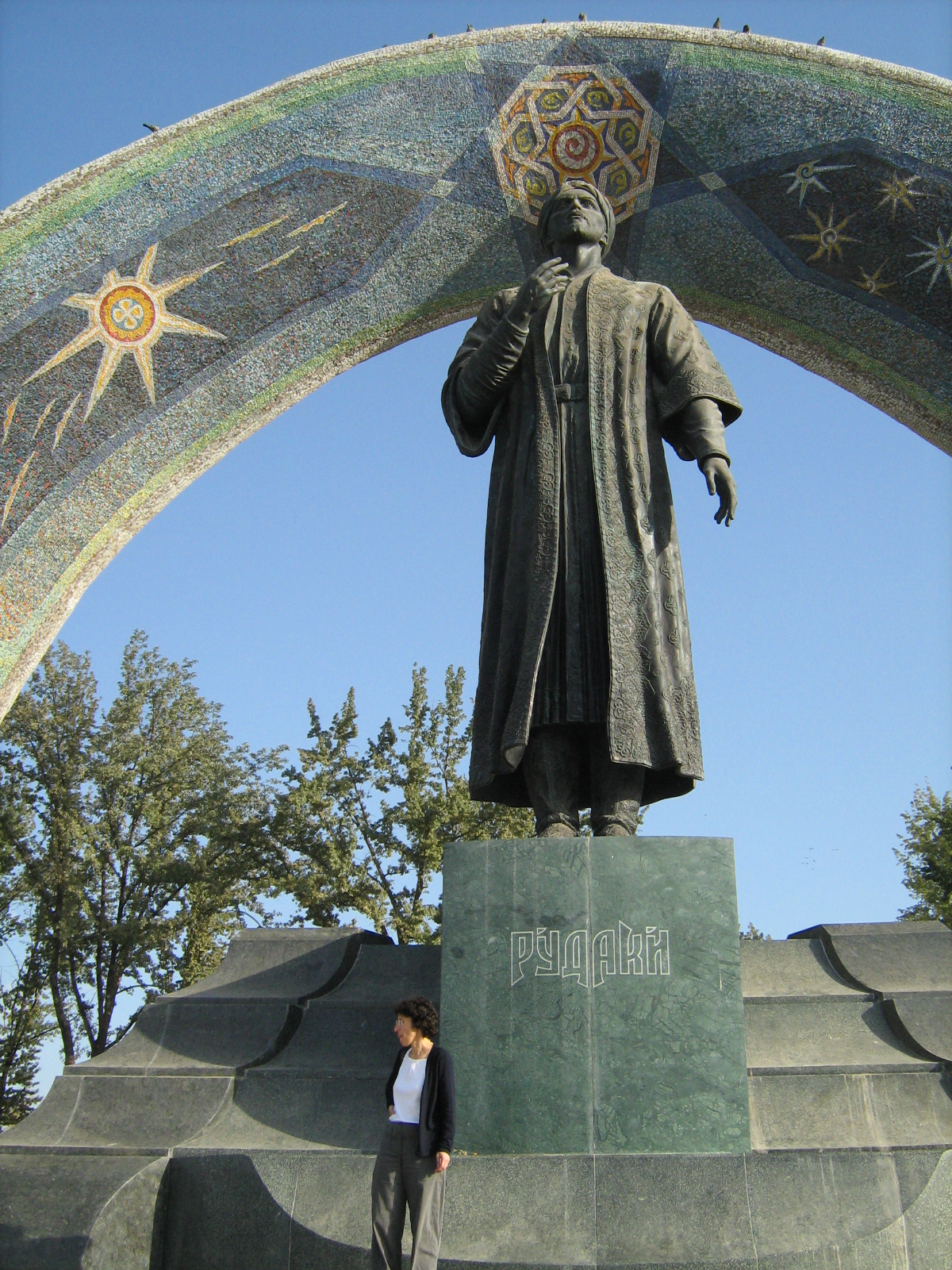
Скульптура А. Рудаки в городском саду «Боги Рудаки»

Городской сад «Боги Рудаки» (тадж. Боғи Рӯдакӣ — «Парк Рудаки») — расположен в центральной части левобережья города Душанбе.

## Характеристика
Городской сад «Боги Рудаки» расположен в самом центре города Душанбе, в районе Исмоили Сомони и выходит своей восточной стороной на главную улицу города — проспект имени Рудаки, а южной к Дворцу Наций. Площадь сада достигает — 8 га. В связи с генеральным планом реконструкции города с 2007 года начинается перестройка всего бывшего парка имени Ленина, переименованного в «Боги Рудаки» (Парк Рудаки). Центральная озеленённая аллея городского сада пролегает к главному фасаду Дворца нации. Композиционным акцентом всего парка является монументальный скульптурный памятник, посвященный 1150-летию Абу Абдуллаха Рудаки.

## История
Парк был создан в середине 1930-х годов (архитекторы М. Баранов и Н. Баранов. «Гипрогор», Ленинград, 1935—1937). В центре парка была установлена копия скульптуры В. И. Ленина (бронзовая копия памятника В. И. Ленину у Смольного института в Ленинграде, завезённая в Душанбе). В советское время горсад именовался «Парк культуры и отдыха имени В. И. Ленина». От центральной аллеи отходили дорожки к различным местам отдыха, аттракционам, фонтанам и спортплощадке, которые изменялись в советское время. В 1970-х гг. в северной части парка строится двухэтажная чайхана «Фарогат» (снесена в начале 2000-х).
После реконструкции в 2007 году, парк полностью поменял свой облик.